# Agnès de Borgonya, comtessa de Poitiers
Agnès de Borgonya (?- 9 de novembre de 1068) fou comtessa de Poitiers, tercera esposa de Guillem V d'Aquitània el Gran, III de Poitiers. Era filla d'Ermentruda i d'Otó Guillem de Borgonya comte de Mâcon i després comte palatí de Borgonya i neta d'Adalbert II d'Ivrea, rei d'Itàlia; amb Guillem V va tenir dos fills i una filla:
- Pere Guillem, més tard duc Guillem VII d'Aquitània i V de Poitiers
- Guiu Jofré, més tard duc Guillem VIII d'Aquitània i VI de Poitiers
- Agnès d'Aquitània (o Ala de Poitou), casada amb Enric III el Negre (a Besançon el 21 d'octubre de 1043)

A la mort del seu marit va entrar en conflicte amb Guillem VI d'Aquitània, car pretenia la successió pels seus propis fills; Agnès es va casar l'1 de gener de 1032, en segones noces, amb Jofré II Martell comte de Vendôme, fill de Folc III Nerra comte d'Anjou (al que va succeir en aquest comtat el 1040) que era més jove que ella. Revoltat el matrimoni amb el suport del vescomte de Thouars, van fer presoner a Guillem (1033) que no fou alliberat fins al 1037 a canvi de rescat, però la seva vídua Eustàquia, amb el suport del bisbe de Poitiers, va aconseguir mantenir el poder. Guillem VI va morir el 15 de desembre de 1038 sense fills i el seu nebot Eudes o Odó de Poitiers el va succeir però Agnès va mobilitzar als seus partidaris i altre cop va reclamar la corona pel seu fill Guillem VII, i Odó va morir en la lluita el març de 1039, sent finalment reconegut Guillem.
Agnès va fundar el 1035 l'abadia de la Trinitat de Vendôme i el 1047 l'abadia de Nostra Senyora de Saintes. Va dotar ricament l'abadia de Saint-Florent de Saumur, l'abadia de Saint-Maixent i l'abadia de Saint-Jean d'Angely i participa en donacions a favor de l'abadia de Ronceray i de l'església de la Trinitat a Angers. A Poitiers va fer acabar els treballs de l'església de Saint-Hilaire i va fer construir la col·legial de Saint-Nicolas.
Després del matrimoni de la seva filla amb l'emperador el 21 d'octubre de 1043 va viure a la cort alemanya on va agafar força influència envers el seu gendre al que va instigar a intervenir a Itàlia i va estar present al concili de Sutri que va elegir para a Climent II enfront de Gregori VI. Però els senyors alemanys van limitar la seva influència i el 1047 tornava a ser a Poitou. La seva filla Agnès fou regent de l'imperi del 1056 al 1061 per comte del seu fill Enric IV. Pel mateix temps el seu matrit Jofré I Martell va afermar el seu poder i va derrotar el comte de Blois (batalla de Nouy el 1044) annexionant la Turena (Tours). Com que Agnès i Jofré no van tenir successió el comte se'n va divorciar formalment per causa de parentiu, vers el 1047.
Des de 1044 Agnès va deixar el poder al ducat d'Aquitània i comtat de Poitiers al seu fill Guillem VII. Va intentar obtenir pel seu segon fill Guiu (conegut com a Guiu Jofré) el ducat de Gascunya, casant-lo Garsenda, filla d'Aldebert II de Périgiord i d'Alausia, segona filla de Sanç Guillem de Gascunya. Al mateix temps Agnès va nomenar un dels seus fidels, Arquimbald, arquebisbe de Bordeus. Fort d'aquestos suports i de l'ajuda de contingents del seu sogre Jofré Martell, Guiu es va llançar a la conquesta del ducat contra Bernat Tumapaler comte d'Armanyac d'una part, i el vescomtat de Bearn, d'altra part, fins que es va arribar a un acord: Bernat conservava el títol de duc de Gascunya, sa germana Adelais d'Armanyac es va casar amb Gastó el fill gran del vescomte de Béarn, i Guiu Jofré va esdevenir comte de Bordeus i d'Agen. Això va durar fins a 1052 quan Bernat d'Armanyac va cedir, sota contracta i a canvi d'una forta suma de diners, el títol de duc de Gascunya a Guiu Jofré.
Després de 1047 Agnès va contribuir a les males relacions entre el seu fill Guillem VII d'Aquitània i el seu sogre Jofré II Martell d'Anjou que va posar a Guillem en situació difícil. Finalment el 1053 Agnès fou apartada de la cort del seu fill. Va continuar no obstant intervenint sota mà. Quan Guiu Jofré va ser proclamat duc d'Aquitània com a Guillem VIII, fou encara més separada dels afers.
Va morir el 1068 i fou enterrada a Saint-Nicolas de Poitiers.